# 池内祐介
池内 祐介（いけうち ゆうすけ、1980年8月29日 - ）は、日本のお笑い芸人。
福岡県福岡市出身。福岡よしもと所属。

## 略歴
福岡舞鶴高校在学中に友人に、「お笑いをやらないか」と誘われ、中々断れない性格の為、承諾。1999年4月に福岡よしもとに入所。「IMASOKARI」というコンビを組み、NHK総合テレビのバラエティ番組『爆笑オンエアバトル』に2回出場した。佐賀大会の際に出場予定だった劇団ひとりが台風の影響で出場できなかった為、代理で出場した。
2005年4月に、過去に「スポット」というコンビで活動していた平川高志と「クッキーズ」を結成、2010年7月12日付けで解散。解散後、しばらくピン芸人として活動した後に、中川どっぺるとコンビ「メガモッツ」を結成。

## 芸風
クッキーズ解散後のピン芸人時代は、主に漫談やコントを披露。

## 人物
デブタレントで、2011年現在の福岡よしもとによる公式プロフィールでは、身長170cmに対して体重は100kg。趣味はゴルフ、釣り、ゲーム、漫画。特技はインラインスケート、剣道（2段）。喫煙家。
レポーターとして出演しているKBCの情報バラエティ番組『ドォーモ』の池内の担当企画「ようこそ先輩芸人」（福岡県を訪れた先輩芸人をもてなす企画）で、野性爆弾を迎えた際に川島邦裕が結成する「肉糞華劇団（肉糞亭一門）」に入りたいと懇願したところ、「肉糞亭●●ポッケ」（伏字の部分は放送では、規制音により不明）という名前を貰った。

## 主な出演

### テレビ番組
- かちかちワイド（サガテレビ）
- みみよりサタデイ！（TVQ九州放送）

### CM
- 焼肉ウエスト
- 博多天神「CHO'S MAN」

## 過去の出演番組
- P-LIFE（RKB毎日放送） - HBスロッター
- ぐるぐるアース（テレビ西日本）
- ハチナビプラス ギュギュっと!（テレビ西日本）
- ドォーモ（九州朝日放送）準レギュラー
- 孤独のグルメ 真夏の博多出張スペシャル（2014年8月9日、テレビ東京） - 地元客2 役
- ヴィーナスTV（TVQ九州放送）
- あるあるYYテレビ（TVQ九州放送）